# اورسلینیک اسید
اورسلینیک اسید (به انگلیسی: Orsellinic acid) با فرمول شیمیایی C۸H۸O۴ یک ترکیب شیمیایی با شناسه پاب‌کم ۶۸۰۷۲ است. که جرم مولی آن ۱۶۸٫۱۴ g/mol می‌باشد. 